# Бачмановы
Бачмановы (Бочмановы) — русский дворянский род.
Сведения об этом роде начинаются с Василия Борисовича Бачманова, убитого в зимнем Казанском походе 1550 года, имя которого вместе с другими вписано в синодик Московского Успенского собора на вечное поминовение.
Один из Бачмановых, Иван Игнатьевич, упоминается при осаде Смоленска в 1634 году. Иван Григорьевич Бачманов воевода в Добром в 1677 году. В 1699 году четверо Бачмановых владели населёнными имениями.

## Описание герба
Щит разделён на четыре части, из коих в первой, в голубом поле крестообразно означены две золотых стрелы, остриём обращённых вниз. Во второй, в золотом поле корабль с парусами, плывущий по морю. В третьей в красном поле находится воин, имеющий в правой руке поднятый меч, а в левой щит. В четвёртой части в зелёном поле пушка, поставленная на лафете.
Щит увенчан дворянскими шлемом и короной. Нашлемник: три страусовых пера. Намёт на щите голубой и золотой, подложенный серебром и красным. Щитодержатели: два льва.